# Piofílids
Els piofílids (Piophilidae) són una família de dípters braquícers de l'infraordre dels esquizòfors. Malgrat que dins la família hi ha espècies que viuen dins el formatge (mosques del formatge), d'altres són carronyaires o s'alimenten de fongs. Són importants per als investigadors forenses en entomologia mèdica.
L'espècie més notable de la família és Piophila casei, que té una distribució cosmopolita. A Sardenya les larves d'aquesta espècie s'introdueixen intencionadament dins el formatge pecorino per a produir el tipus de formatge casu marzu.
Les larves d'aquesta família típicament fan salts especialment en el seu estadi de desenvolupament final 
.

## Significació mèdica o forense
Si s'empassen aquest les larves de vegades sobreviuen dins l'intestí i poden causar lesions i produir símptomes com nàusees i vòmits a més de diarrea amb sang. Poden passar vives o mortes a la femta.
En l'entomologia forense, la presència de larves de Piophila casei pot ser útil per a fer una estimació de la data de la mort en els humans. Tanmateix, Piophila casei no és l'única espècie d'aquesta família que ataca els cadàvers humans.

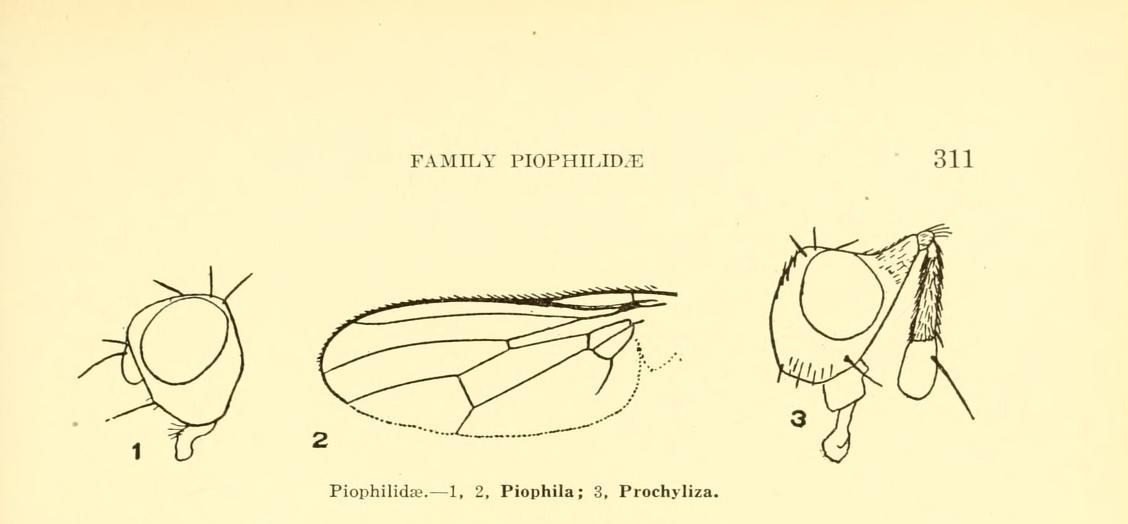
Detalls morfolòics dels Piopilidae

## Taxonomia
Els Piophilidae són una petita família de menys de 100 espècies descrites en 23 gèneres, la nomenclatura és volàtil amb dues subfamílies (Neottiophilinae i Thyreophorinae) que recentment es consideren dins la subfamília Piophilinae.

### Llistes d'espècies
- Palaearctic Arxivat 2013-12-30 a Wayback Machine.
- Nearctic Arxivat 2021-02-24 a Wayback Machine.
- Australasian/Oceanian
- Japan Arxivat 2019-05-27 a Wayback Machine.